# Піта чорнощока
Піта чорнощока (Pitta anerythra) — вид горобцеподібних птахів родини пітових (Pittidae).

## Поширення
Вид поширений на островах Бугенвіль (Папуа Нова Гвінея), Шуазель та Санта-Ісабель (Соломонові Острови). Мешкає у первинних і вторинних лісах, також трапляється в чагарникових зонах з щільним присутністю чагарників і підросту, а також в садах і парках.

## Опис
Дрібний птах, завдовжки 15–17 см. Це птахи з округлим тілом, масивною статурою, короткими крилами і хвостом, міцними ногами, великою головою з товстим дзьобом. Лоб, верхівка голови і потилиця червонувато-іржаві, горло і боки шиї білуваті, решта голови чорна, утворюючи своєрідну маску. Спина і крила зелені з бірюзовою смужкою на криючих перах. Груди жовті, живіт світло-жовтий, підхвіст сірувато-білий.

## Спосіб життя
Харчується равликами, хробаками, комахами та іншими безхребетними, яких знаходить на землі в густому підліску.

## Підвиди
- Pitta anerythra anerythra, номінальний підвид, ендемік острова Санта-Ізабель;
- Pitta anerythra nigrifrons Mayr 1935, ендемік острова Шуазель;
- Pitta anerythra pallida Rothschild, 1904, ендемік острова Бугенвіль.